# Список эпизодов телесериала «Помнить всё»
Список эпизодов американского детективного телесериала «Помнить всё», по мотивам рассказа Дж. Роберта Леннона The Rememberer. Первый три сезона выходили на телеканале CBS с 20 сентября 2011 года по 14 сентября 2014 года. После закрытия сериала на CBS, четвёртый и последний сезон был показан на телеканале A&E с 27 ноября 2015 года по 22 января 2016 года.
Сериал насчитывает 4 сезона, которые состоят из 61 эпизода.

## Обзор сезонов
| Сезон | Сезон | Эпизоды | Оригинальная дата показа | Оригинальная дата показа | Рейтинг Нильсена | Рейтинг Нильсена    | Телеканал |
| Сезон | Сезон | Эпизоды | Премьера сезона          | Финал сезона             | Ранк             | Зрители в США (млн) | Телеканал |
| ----- | ----- | ------- | ------------------------ | ------------------------ | ---------------- | ------------------- | --------- |
|       | 1     | 22      | 10 сентября 2011         | 8 май 2012               | 24               | 12.11               | CBS       |
|       | 2     | 13      | 28 июля 2013             | 9 мая 2014               | 36               | 9.05                | CBS       |
|       | 3     | 13      | 29 июня 2014             | 14 сентября 2014         | TBA              | TBA                 | CBS       |
|       | 4     | 13      | 27 ноября 2015           | 29 января 2016           | TBA              | TBA                 | A&E       |

## Список серий

### Сезон 1 (2011—2012)
| № общий | № в сезоне | Название                                | Режиссёр          | Автор сценария                | Дата премьеры    | Зрители в США (млн) |
| --- | ---------- | --------------------------------------- | ----------------- | ----------------------------- | ---------------- | ------------------- |
| 1 | 1          | «Пилот» «Pilot»                         | Нильс Арден Оплев | Эд Редлих и Джон Беллуччи     | 20 сентября 2011 | 14,09               |
| Кэрри Уэллс — в прошлом полицейский детектив, ныне работает в доме престарелых, где содержится её мать. В одну из ночей убивают соседку Кэрри, и она оказывается единственной свидетельницей преступления. Полицейский детектив Эл Бернс, её бывший напарник и возлюбленный, просит её помощи в расследовании. Во время следствия Кэрри вспоминает о событии, которое мучает её с детства, — убийстве её маленькой сестры Рэйчел, которое осталось нераскрытым. |            |                                         |                   |                               |                  |                     |
| 2 | 2          | «Герои» «Heroes»                        | Нильс Арден Оплев | Шерри Купер и Дженнифер Левин | 27 сентября 2011 | 12,43               |
| Кэрри возвращается на работу в отдел убийств. Команда Эла Бернса расследует убийство супружеской пары, единственный свидетель которого — их маленький сын Макс. В ходе расследования Кэрри знакомится с новой девушкой Эла — детским психологом Элейн Маргулис. |            |                                         |                   |                               |                  |                     |
| 3 | 3          | «Время выезда» «Check Out Time»         | Джон Коулз        | Джоан Биндер Уайсс            | 4 октября 2011   | 11,58               |
| В номере отеля убит проживавший там юрист. В прямом эфире в убийстве признаётся горничная Мария Ортис, но она утверждает, что защищалась от изнасилования. Кэрри уверена, что девушка лжёт, но не может понять, зачем. В то же время Кэрри пытается восстановить внешность человека, которого она видела рядом с телом своей сестры. |            |                                         |                   |                               |                  |                     |
| 4 | 4          | «В огонь» «Up In Flames»                | Марта Митчелл     | Майкл Фоли и Эрик Олесон      | 11 октября 2011  | 11,72               |
| Застрелен вице-президент брокерской фирмы, но детективам не везёт с первой же минуты — из-за утечки газа происходит взрыв, и все улики и тело сгорают в огне. Когда же подозреваемую в убийстве находят застреленной, дело окончательно запутывается. Работа Кэрри не нравится коллегам; кроме того, всё усложняется, когда в дело вмешивается окружной прокурор.                                                                                               |            |                                         |                   |                               |                  |                     |
| 5 | 5          | «Почёт» «With Honor»                    | Питер Вернер      | Эрик Олесон                   | 18 октября 2011  | 11,88               |
| Расследование убийства во время игры в боулинг принимает для Эла Бернса личный характер. Ведь погибший когда-то был его напарником и однажды спас ему жизнь. Дело осложняется тем, что жертвой занимается Отдел внутренних расследований, который подозревает убитого в краже крупной суммы денег. |            |                                         |                   |                               |                  |                     |
| 6 | 6          | «Дорожный блок» «Road Block»            | Нильс Арден Оплев | Шерри Купер и Дженнифер Левин | 25 октября 2011  | 11,25               |
| Обнаружена пустая машина рядом с рекой и женская туфелька в камнях. Полиция начинает поиски возможной жертвы, которую зовут Кэлли Латтимер. Кто виноват в её исчезновении - завистливая конкурентка или ревнивый муж? Тем временем Керри узнаёт имя - имя которое может раскрыть тайну гибели её сестры. |            |                                         |                   |                               |                  |                     |
| 7 | 7          | «Бывший друг» «Friended»                | Жан Де Сегонзак   | Хезер Беллсон и Кристал Генри | 1 ноября 2011    | 11,34               |
| Детективы Уэллс и Бернс расследуют смерть мужчины, который в одиночку воспитывал своего ребёнка. Дело осложняется тем, что сам ребёнок пропал с места преступления. И теперь детективы должны приложить все усилия, чтобы найти ребёнка живым и раскрыть убийство. Тем временем Кэрри Уэллс вспоминает то, что возможно поможет ей найти убийцу своей сестры.                                                                                                   |            |                                         |                   |                               |                  |                     |
| 8 | 8          | «Потерянные вещи» «Lost Things»         | Джон Шоуолтер     | Жан Нэш                       | 8 ноября 2011    | 11,72               |
| Убита девушка юрист. Подозреваемый по этому делу - охранник, который в ночь смерти юриста был пьян и ничего не помнит. Кому была выгодна смерть юриста и какие мотивы преследовал преступник? В поисках правды, детектив Уэллс вспоминает детство, после смерти своей сестры. |            |                                         |                   |                               |                  |                     |
| 9 | 9          | «Золотая птица» «Golden Bird»           | Пол Холахан       | Майкл Фоли                    | 15 ноября 2011   | 11,37               |
| Молодая девушка падает с крыши. Кэрри Уэллс и её коллеги должны выяснить - было ли это самоубийством или же девушку убили? В ходе расследования выясняется, что у погибшей были свои секреты, а разгадка её смерти находится в её дневнике. Тем временем Керри встречается со своей тётей Эдди, занятой певицей, которая оказалась на пару дней в городе. |            |                                         |                   |                               |                  |                     |
| 10 | 10         | «Траектории» «Trajectories»             | Анна Ферстер      | Эрик Олесон                   | 22 ноября 2011   | 10,42               |
| На соревнованиях по баскетболу происходит стрельба. Что это — криминальные разборки или же целенаправленное убийство? Дело осложняется тем, что одна из жертв была информатором в полиции. Чтобы найти деньги на лечение матери Кэрри идёт на весьма рискованный шаг. |            |                                         |                   |                               |                  |                     |
| 11 | 11         | «Унесённые призраками» «Spirited Away»  | Карен Гавиола     | Джоан Биндер Уайсс            | 13 декабря 2011  | 11,30               |
| Когда в заброшенной больнице находят тело охотника за призраками, детективы Бернс и Уэллс должны выяснить - кому была выгодна его смерть? Единственный свидетель не вызывает доверия, а когда среди вещей погибшего находят человеческую кость, то команда понимает что это дело на такое простое, как кажется на первый взгляд. |            |                                         |                   |                               |                  |                     |
| 12 | 12         | «Эффект бабочки» «Butterfly Effect»     | Джейс Александр   | Сэм Монтгомери                | 3 января 2012    | 11,88               |
| Детективы расследуют смерть на стройке. Убит молодой парень, у которого были связи с мафией. Когда спустя несколько часов на той же стройке находят ещё одно тело, команда Бернса понимает, что в этом деле больше вопросов чем ответов. |            |                                         |                   |                               |                  |                     |
| 13 | 13         | «Братские отношения» «Brotherhood»      | Джон Колес        | Джим Адлер                    | 10 января 2012   | 11,20               |
| На вечеринке происходит убийство студента. В ходе расследования детективы узнают, что погибший хотел стать участником местной секты. Но ещё больше вопросов перед детективами ставит странное письмо, которое они находят в ноутбуке жертвы. Тем временем Кэрри получает неожиданный подарок. |            |                                         |                   |                               |                  |                     |
| 14 | 14         | «Гость Кэрри» «Carrie's Caller»         | Аарон Липстадт    | Эд Редлих и Джон Беллуччи     | 7 февраля 2012   | 11,86               |
| Детектив Уэллс получает телефонный звонок - кто то сообщает ей, что скоро случится убийство. И действительно - в центре города от руки снайпера погибает человек. Теперь Кэрри Уэллс и её коллеги должны вступить в игру с таинственным убийцей и попытаться остановить его, пока не стало слишком поздно. |            |                                         |                   |                               |                  |                     |
| 15 | 15         | «После моря» «The Following Sea»        | Оз Скотт          | Жан Нэш и Майкл Фоли          | 14 февраля 2012  | 11,03               |
| В суде слушается дело об убийстве - муж убил жену. Однако проблема в том, что главный свидетель пропал, а без его показаний главный подозреваемый будет признан невиновным. И теперь у Эла Бернса и его команды есть всего 48 часов, чтобы найти свидетеля и не дать преступнику уйти от наказания. |            |                                         |                   |                               |                  |                     |
| 16 | 16         | «Большое горе» «Heartbreak»             | Анна Форестер     | Спенсер Хаднат                | 21 февраля 2012  | 10,70               |
| На бейсбольном поле находят тело работника банка. Судя по переломам, погибший упал с большой высоты. Когда детективы узнают, что погибший помог ограбить собственный банк - дело принимает серьёзный оборот. Тем временем детектив Кастелло пытается найти общий язык с собственным сыном. |            |                                         |                   |                               |                  |                     |
| 17 | 17         | «Тупики» «Blind Alleys»                 | Питер Вернер      | Эрик Олесон и Хезер Беллсон   | 28 февраля 2012  | 9,93                |
| Детектив Сандерс пытается задержать подозреваемого и случайно его убивает. Не веря в виновность сына, в участок приходит отец погибшего и требует к себе убийцу своего сына. Получив отказ, мужчина захватывает заложников. Чтобы разобраться в этом деле, детективам нужно ответить на главный вопрос - а был ли у погибшего пистолет? |            |                                         |                   |                               |                  |                     |
| 18 | 18         | «Возвращение» «The Comeback»            | Жан Де Сегонзак   | Майкл Фоли и Кристал Генри    | 20 марта 2012    | 11,32               |
| Детективы расследуют смерть молодой теннисистки, которую застрелили в переулке. И теперь команде Бернса нужно приложить все усилия, чтобы это дело раскрыть. Особенно когда среди подозреваемых оказываются важный политик и адвокат. Кэрри Уэллс отправляется на благотворительный вечер, где встречается с тем, кто может помочь ей найти убийцу сестры. |            |                                         |                   |                               |                  |                     |
| 19 | 19         | «Пристрастии» «Allegiances»             | Оз Скотт          | Джоан Биндер Уайсс            | 27 марта 2012    | 10,51               |
| Команда детектива Бернса расследует дело об убийстве учительницы. В ходе расследования выясняется, что убийство могло быть делом рук мафии. Дело осложняется тем, что один из подозреваемых - близкий друг Кэрри Уэллс. И теперь Кэрри должна сделать непростой выбор, который может изменить всю её жизнь. |            |                                         |                   |                               |                  |                     |
| 20 | 20         | «Ты здесь» «You Are Here»               | Жан Де Сегонзак   | Джим Адлер                    | 4 апреля 2012    | 9,45                |
| При взрыве в лаборатории находят остатки бомбы. Вскоре выясняется что лаборатория была не единственная цель. И теперь перед детективами стоит задача как можно скорее найти оставшиеся бомбы и избежать новых жертв. Тем временем Лейтенант Бернс получает таинственную коробку. |            |                                         |                   |                               |                  |                     |
| 21 | 21         | «Конец игры» «Endgame»                  | Кен Джиротти      | Жан Нэш и Стивен Маеда        | 1 мая 2012       | 10,66               |
| Кэрри Уэллс отправляется на встречу с Уолтером Морганом, в надежде на то, что тот расскажет ей про убийство сестры. Однако когда Моргана находят убитым на следующий день, а все улики указывают на Кэрри - детектив Уэллс понимает, что попала в очередную игру таинственного маньяка. Игру, где на кону стоит её жизнь и свобода. |            |                                         |                   |                               |                  |                     |
| 22 | 22         | «Человек в лесу» «The Man in the Woods» | Джон Колес        | Эд Редлих и Джон Беллуччи     | 8 мая 2012       | 10,84               |
| В надежде наконец найти убийцу своей сестры, Кэрри вместе с Бернсом едет в родной город, где произошло убийство девочки. Встретившись лицом к лицу с возможным убийцей Рейчел, Кэрри Уэллс наконец то вспоминает то, что случилось в день гибели её сестры. |            |                                         |                   |                               |                  |                     |

### Сезон 2 (2013—2014)
| № общий | № в сезоне | Название                                  | Режиссёр        | Автор сценария            | Дата премьеры   | Зрители в США (млн) |
| --- | ---------- | ----------------------------------------- | --------------- | ------------------------- | --------------- | ------------------- |
| 23 | 1          | «Большое время» «Big Time»                | Жан Де Сегонзак | Эд Редлих и Джон Беллуччи | 28 июля 2013    | 7,15                |
| Отдел по борьбе с особо тяжкими преступлениями просит помощи у Эла Бернса и Кэрри Уэллс в деле, где речь идёт о похищении маленькой девочки. Чтобы успешно провести операцию и найти девочку живой, нужно выяснить - кому и зачем понадобилось похитить девочку. В ходе расследования Бернс и Уэллс знакомятся с новыми коллегами. |            |                                           |                 |                           |                 |                     |
| 24 | 2          | «Инкогнито» «Incognito»                   | Сет Манн        | Спенсер Хаднат            | 4 августа 2013  | 7,10                |
| Чтобы раскрыть серию ограблений банков, отдел по борьбе с особо тяжкими преступлениями решается на весьма сложную операцию. Цель операции — внедрить одного из свои агентов в преступную группу, которая попытается ограбить банк, и выйти на главного организатора. Теперь команде детективов нужно выяснить — какой банк собираются ограбить. Ведь от этого зависит жизнь Кэрри Уэллс.                                               |            |                                           |                 |                           |                 |                     |
| 25 | 3          | «День Джеки» «Day of the Jackie»          | Пол Холахан     | Венди Баттлс              | 11 августа 2013 | 6,88                |
| В дорогом отеле найдено тело мужчины. Кто то отравил его довольно опасным ядом. В ходе расследования выясняется что в деле замешен опытный киллер. Детективы узнают, что главной целью киллера является доктор Окоро Димка, который пытается объединить народы Африки. И теперь Кэрри Уэллс должна приложить все усилия и найти киллера, пока не стало слишком поздно.                                                                 |            |                                           |                 |                           |                 |                     |
| 26 | 4          | «Короли памяти» «Memory Kings»            | Питер Вернер    | Сэм Монтгомери            | 18 августа 2013 | 6,.57               |
| На месте преступления обнаружено тело мужчины, который упал с крыши. Кэрри Уэллс узнаёт в нём профессора Юджина Ластига, который проводил исследование памяти. Много лет назад Юджин Ластиг собрал людей с выдающийся памятью, среди которых была и Кэрри. Кому понадобилось убивать профессора и что украли из его кабинета в ночь его смерти - это теперь и предстоит выяснить Кэрри Уэллс.                                          |            |                                           |                 |                           |                 |                     |
| 27 | 5          | «Прошедшее время» «Past Tense»            | Мэтт Эрл Бисли  | Барри Шиндел              | 25 августа 2013 | 6,80                |
| Расследуя смерть водителя такси, отдел по борьбе с особо тяжкими преступлениями узнаёт, что погибший активно помогал полиции в поиске террористов. Опасаясь возможного теракта, детективы пытаются как можно быстрее найти убийцу, чтобы избежать жертв. Кто виноват в смерти таксиста и какое отношение к этому делу имеет смерть американского солдата в Афганистане? Это и многое другое и должны выяснить Кэрри Уэллс и её друзья. |            |                                           |                 |                           |                 |                     |
| 28 | 6          | «Говори или замолчи» «Line Up or Shut Up» | Питер Вернер    | Сэм Монтгомери            | 1 сентября 2013 | 6,.94               |
| Детективы Уэллс и Бернс расследуют смерть молодого парня, которого нашли в дорогой машине. Вскоре выясняется что погибший был замешан в весьма сомнительном бизнесе, что возможно и стало причиной его смерти. |            |                                           |                 |                           |                 |                     |
| 29 | 7          | «Карты и легенды» «Maps and Legends»      | Жан Де Сегонзак | Куинтон Пиплз             | 8 сентября 2013 | 5,76                |
| В библиотеке полиция находит тело человека, со следами отравления. Выясняется что погибший был сталкером и вместе со своим напарником занимался поиском сокровищ. Чтобы раскрыть это дело Кэрри Уэллс отправляется в подземные туннели, чтобы выяснить правду и найти клад, спрятанный там много лет назад. |            |                                           |                 |                           |                 |                     |
| 30 | 8          | «До смерти» «Till Death»                  | Дэвид Платт     | Барри М. Школник          | 4 апреля 2014   | 7,32                |
| В своём доме убита семейная пара. Это дело похоже на несколько других дел, которые вёл детектив Бернс. Тогда тоже были убиты семейные пары и кто то забрал их обручальные кольца. Отделу удаётся узнать, что эти семьи были не столь крепкие, как их описывали окружающие. И чтобы раскрыть это дело Уэллс и Бернс отправляются на работу под прикрытием.                                                                              |            |                                           |                 |                           |                 |                     |
| 31 | 9          | «Плоть и кровь» «Flesh and Blood»         | Оз Скотт        | Венди Баттлс              | 11 апреля 2014  | 7,59                |
| Когда в больнице при загадочных обстоятельствах погибает пациент, детективы начинают расследование. Главным подозреваемым по этому делу становится давний враг Кэрри Уэллс - опытный киллер Джеки М. Вскоре выясняется, что у погибшего была флешка, на которой был код активации бомбы. Дорога каждая минута и чтобы избежать массовых жертв от радиации, детективы должны найти Джеки М раньше, чем та передаст флешку не в те руки. |            |                                           |                 |                           |                 |                     |
| 32 | 10         | «Охота на человека» «Manhunt»             | Ян Элиасберг    | Барри Шиндел              | 18 апреля 2014  | 7,17                |
| Весьма успешный адвокат был застрелен на подземной парковке. Изучая список дел и клиентов погибшего детективы находят дело об изнасиловании девушки, которое произошло 13 лет назад. Обвиняемый в том деле утверждал что он не виновен, но получил срок. Быть может убитый адвокат нашёл новые улики и вышел на след настоящего насильника? Тем временем Эл Бернс занимается поисками новой квартиры.                                  |            |                                           |                 |                           |                 |                     |
| 33 | 11         | «К востоку» «East of Islip»               | Рик Бота        | Спенсер Хаднат            | 25 апреля 2014  | 7,64                |
| На берегу моря находят тело молодой девушки. Детективы предполагают, что девушка стала жертвой маньяка, а потому начальник отдела Элиот Дэлсон отправляет свою команду в командировку, на поиски маньяка. Однако вскоре детективы узнают, что маньяк здесь абсолютно ни при чём. Чтобы раскрыть это дело, Кэрри Уэллс должна узнать больше о прошлом погибшей, которое скрывает тайну, возможно ставшей мотивом убийства.              |            |                                           |                 |                           |                 |                     |
| 34 | 12         | «Час омеги» «Omega Hour»                  | Жан Де Сегонзак | Билл Чеис                 | 2 мая 2014      | 7,57                |
| Компьютерный гений и его банда захватывают заложников. Мэр и его люди оказываются заперты в лифте и если злодей не получит деньги, то заложники погибнут. Чтобы выяснить планы преступника и спасти заложников детективы должны действовать быстро. Ведь в противном случае могут пострадать невинные люди. |            |                                           |                 |                           |                 |                     |
| 35 | 13         | «Встреча друзей» «Reunion»                | Пол Холахан     | Джон Беллуччи и Билл Чеис | 9 мая 2014      | 7,29                |
| Кэрри Уэллс отправляется на встречу выпускников. Внезапно в туалете находят тело одного из бывших учеников. Кому помешал погибший и какое отношение ко всей этой истории имеет смерть молодой девушки, которая случилась много лет назад? Чтобы выяснить правду, Кэрри должна вспомнить всё, что случилось с ней в её школьные годы.                                                                                                   |            |                                           |                 |                           |                 |                     |

### Сезон 3 (2014)
| № общий | № в сезоне | Название                                     | Режиссёр        | Автор сценария                                              | Дата премьеры    | Зрители в США (млн) |
| --- | ---------- | -------------------------------------------- | --------------- | ----------------------------------------------------------- | ---------------- | ------------------- |
| 36 | 1          | «Новая сотня» «New Hundred»                  | Питер Вернер    | История: Эд Дектер Телесценарий: Эд Дектер и Спенсер Хаднат | 29 июня 2014     | 6,22                |
| Чтобы раскрыть банду фальшивомонетчиков, Кэрри Уэллс отправляется на работу под прикрытием. Её цель - найти и обезвредить банду. Помимо этого дела, детективы расследуют смерть мужчины в номере отеля. В ходе расследования выясняется что у этих двух дел довольно много общих деталей. |            |                                              |                 |                                                             |                  |                     |
| 37 | 2          | «Комбинация» «The Combination»               | Мэтт Эрл Бисли  | Даниэль Натансон                                            | 6 июля 2014      | 6,20                |
| Во время торжественного парада на улице падает замертво мужчина. Им оказывается подающий большие надежды боксёр. По последним отзывам погибший мог сдать свой последний бой, чем явно вызвал недовольство у определённого круга людей. Дело принимает неожиданный оборот, когда у жертвы находят связи с албанской мафией.                                                                                 |            |                                              |                 |                                                             |                  |                     |
| 38 | 3          | «Стрижка» «The Haircut»                      | Мэттью Пенн     | Куинтон Пиплз                                               | 13 июля 2014     | 6,02                |
| Отдел расследует убийство журналистки. Кто то ввёл ей смертельную дозу наркотиков. В ходе расследования выясняется, что журналистка нашла весьма серьёзный компромат на одного весьма важного генерала. И теперь Кэрри и её коллеги должны выяснить правду. Расследование осложняется тем, что спецслужбы особо не хотят сотрудничать и готовы пойти на всё, чтобы скрыть правду.                          |            |                                              |                 |                                                             |                  |                     |
| 39 | 4          | «Обналичивание» «Cashing Out»                | Жан Де Сегонзак | Спенсер Хаднат                                              | 20 июля 2014     | 6,39                |
| Глава комитета по городскому планированию найден застреленным в собственной квартире. Убитый проиграл деньги в казино и был должен влиятельным людям. Интерес Кэрри к азартным играм как выясняется вполне может помочь расследованию убийства. Детектив Уэллс берёт своего напарника и деньги, и отправляется в казино.                                                                                   |            |                                              |                 |                                                             |                  |                     |
| 40 | 5          | «Праздник всегда с тобой» «A Moveable Feast» | Энди Волк       | Джина Голд и Аврора Ху                                      | 27 июля 2014     | 6,45                |
| Убийство мужчины, который работал в береговой охране, вызывает у детективов серьёзное беспокойство. Дело в том, что погибший перед своей смертью забрал два блока взрывчатки. Но в его квартире найден лишь один блок. Детективы предполагают что второй блок взял убийца. И теперь детективы должны направить все свои силы на то, чтобы найти взрывчатку и избежать жертв, пока не стало слишком поздно. |            |                                              |                 |                                                             |                  |                     |
| 41 | 6          | «Шальная пуля» «Stray Bullet»                | Кристин Мур     | Майкл Рейш                                                  | 3 августа 2014   | 5,67                |
| Убит бывший заключённый. Все улики указывают на Эла Бернса. Отдел внутренних расследований отстраняет его от дела и теперь Кэрри и её коллеги должны найти настоящего убийцу, прежде чем Бернс получит реальный срок за убийство, которое он не совершал. |            |                                              |                 |                                                             |                  |                     |
| 42 | 7          | «Отбрасывающий тень» «Throwing Shade»        | Пол Холахан     | Майкл Рейш                                                  | 17 августа 2014  | 6,28                |
| Отдел расследует убийство на благотворительном вечере. Погибший был близким другом Элиота Дэлсона. Теперь детективы должны в кратчайшие сроки раскрыть это дело, ведь на кону стоит не только репутация всего отдела, но и репутация Элиота. |            |                                              |                 |                                                             |                  |                     |
| 43 | 8          | «Остров» «The Island»                        | Оз Скотт        | Майкл Рейш                                                  | 24 августа 2014  | 6,39                |
| Детективы расследуют дело об убийство молодого мужчины. Кто то застрелил его и сбросил его тело в воду. В ходе расследования выясняется что погибший сбежал из дома около месяца назад. Однако самое интересное в этом деле оказывается то, что убитый скрывался на острове, вместе с группой людей. Кому помешал погибший и что он делал в городе в ночь своей смерти - это и должны выяснить Кэрри и Эл. |            |                                              |                 |                                                             |                  |                     |
| 44 | 9          | «Посвящение» «Admissions»                    | Майкл Прессман  | Шон Крауч                                                   | 30 августа 2014  | 4,14                |
| В ходе благотворительной игры с подсказками игроки находят тело организатора игры рядом с последней подсказкой. В ходе следствия происходит ещё одно убийство - на этот раз убит школьный учитель. Детективы понимают, что оба убийство связаны, ведь обе жертвы были убиты из одного пистолета. Кому была выгодна их смерть - на этот вопрос Кэрри Уэллс и должна найти ответ.                            |            |                                              |                 |                                                             |                  |                     |
| 45 | 10         | «Огонь и лёд» «Fire and Ice»                 | Дарнелл Мартин  | История: Эд Дектер Телесценарий: Куинтон Пиплз              | 7 сентября 2014  | 6,97                |
| В районе Джэксон-Хайтс происходит несколько взрывов. Ответственность за взрывы берёт на себя преступная организация, которая борется против неверных. Однако в ходе расследования выясняется, что возможно к взрывам причастен кто то другой, имеющий более конкретные цели. И пока Кэрри и Эл пытаются поймать таинственного подрывника, остальные детективы знакомятся с дочкой детектива Мюррей.        |            |                                              |                 |                                                             |                  |                     |
| 46 | 11         | «Истинная идентичность» «True Identity»      | Ник Гомес       | Шон Крауч, Даниэль Натансон                                 | 7 сентября 2014  | 6,97                |
| Двое спортсменов в лесу находят тело молодой девушки. Она работала в службе знакомств для богатых людей. Вскоре выясняется, что погибшая вела двойную жизнь и работала на торговцев наркотиками. Чтобы раскрыть это дело, детективы должны узнать больше о прошлом жертвы, что не так-то просто, как кажется на первый взгляд.                                                                             |            |                                              |                 |                                                             |                  |                     |
| 47 | 12         | «Переход» «Moving On»                        | Пол Холохан     | История: Луиза Хилл Телесценарий: Спенсер Хаднат            | 14 сентября 2014 | 5,78                |
| На съёмках фильма происходит убийство. Убит актёр, у которого была весьма скандальная репутация. Однако в последнее время погибший пытался исправиться. Перед детективами стоит множество вопросов, на которые необходимо найти ответы. А тут ещё и журналисты, которые мешают спокойно расследовать дело.                                                                                                 |            |                                              |                 |                                                             |                  |                     |
| 48 | 13         | «Живым или мёртвым» «DOA»                    | Мэтт Эрл Бисли  | Куинтон Пиплз                                               | 14 сентября 2014 | 6.45                |
| Происходит покушение на известного политика. В ходе расследования Кэрри Уэллс отравлена неизвестным ядом. Её состояние ухудшается с каждой минутой и, более того, Кэрри теряет свою память. Пока Бернс и остальные пытаются найти преступника, доктор Джоан Вебстер пытается найти лекарство, которое спасёт детектива Уэллс.                                                                              |            |                                              |                 |                                                             |                  |                     |

### Сезон 4 (2015—2016)
| № общий | № в сезоне | Название                                    | Режиссёр        | Автор сценария                                             | Дата премьеры   | Зрители в США (млн) |
| --- | ---------- | ------------------------------------------- | --------------- | ---------------------------------------------------------- | --------------- | ------------------- |
| 49 | 1          | «Взрыв из прошлого» «Blast from the Past»   | Мэтт Эрл Бисли  | История: Эд Редлих и Джон Беллуччи Телесценарий: Билл Чеис | 27 ноябрь 2015  | 0,84                |
| Весь отдел в шоке, узнав, что Кэрри встретила своего «давно потерянного» мужа, но ещё больше они удивляются, когда им приходится помогать ему в расследовании дела о наркотиках и наркокартеле. Дальше — больше: оказывается, картель не имеет дела с наркотиками, а работает с химическими веществами военного класса, чтобы создать ракету, не отслеживаемую ни одним радаром службы США. |            |                                             |                 |                                                            |                 |                     |
| 50 | 2          | «Проверка на вшивость» «Gut Check»          | Джейс Александр | Спенсер Хаднат                                             | 27 ноябрь 2015  | 0,71                |
| Кэри и Эл расследуя убийство двух агентов в отеле вынуждены оправиться в Маями на машине и охранять главного надоедливого свидетеля по делу Бэри Мэда, который украл 20 миллионов. |            |                                             |                 |                                                            |                 |                     |
| 51 | 3          | «В ритме» «Behind the Beat»                 | Мэтт Эрл Бисли  | Карен Гавиола                                              | 4 декабрь 2015  | 0,92                |
| Найден труп студента из престижной музыкальной школы. |            |                                             |                 |                                                            |                 |                     |
| 52 | 4          | «Доллары и запахи» «Dollars and Scents»     | Пол Холахан     | Тимоти Дж. Леа                                             | 11 декабрь 2015 | 0,94                |
| Кэри и Эл работают под прикрытием совместно с ФБР. Расследование местного убийства превращается в охоту за преступной организаций, способной обрушить все финансовые рынки. |            |                                             |                 |                                                            |                 |                     |
| 53 | 5          | «Включая всё» «All In»                      | Жан Де Сегонзак | Билл Чеис и Спенсер Хаднат                                 | 18 декабрь 2015 | 1,01                |
| Кэрри встречает старую любовь, и команде предстоит отправиться в Атлантик-Сити в погоне за неугомонной преступностью. |            |                                             |                 |                                                            |                 |                     |
| 54 | 6          | «Возвращение Эдди» «The Return of Eddie»    | Пол Холахан     | Эмми Гринвис                                               | 1 январь 2016   | 0,74                |
| При налёте на магазин что-то пошло не так, убит фоторепортёр. Но вскоре Кэрри и Эл понимают — это не было простым актом насилия, здесь кроется что-то большее. |            |                                             |                 |                                                            |                 |                     |
| 55 | 7          | «Мы можем быть героями» «We Can Be Heroes»  | Лаура Белси     | Джон Пол Роше                                              | 8 январь 2016   | 0,61                |
| Команда расследует похищение сына известного учёного. Но то, что с первого взгляда похоже на плохо спланированное преступление, со второго больше похоже на расчётливый план мести. |            |                                             |                 |                                                            |                 |                     |
| 56 | 8          | «Передышка» «Breathing Space»               | Оз Скотт        | Луиза Хилл                                                 | 15 январь 2016  | 0,71                |
| Когда убивают блестящего аэрокосмического инженера, подозреваемых в достатке - от недовольных сотрудников до ревнивых любовников. Кажется дело не сдвинется с этого места, но Кэрри вместе с ребятами обнаруживает любопытную деталь — убитый работал на миллионера со сверхсекретной космической миссии.                                                                                   |            |                                             |                 |                                                            |                 |                     |
| 57 | 9          | «Убежище в бурю» «Shelter From the Storm»   | Энди Волк       | Тимоти Дж. Леа и Карен Кэмпбелл                            | 15 январь 2016  | 0,65                |
| Кэрри и Эл пытаются оторваться от ужасных дружков транспортируемого ими опасного преступника, как вдруг начинается шторм. Похоже, им придётся сменить планы и попытаться затаиться на заброшенном участке неподалёку. |            |                                             |                 |                                                            |                 |                     |
| 58 | 10         | «Игра началась» «Game On»                   | Кейт Вудс       | Джефф Пфайффер                                             | 22 январь 2016  | 0,84                |
| Когда мужчину находят мёртвым в известном «Доме с приведениями», Кэрри и Эл вынуждены начать расследование. Но они и не подозревали, что им придётся окунуться в мир высоких ставок видеоигр и высокотехнологичного корпоративного шпионажа. |            |                                             |                 |                                                            |                 |                     |
| 59 | 11         | «Неожиданный поворот» «About Face»          | Дэвид Платт     | Джейкоб Джейкоб Копиторн                                   | 22 январь 2016  | 0,66                |
| Когда горячий свинец становится холодным в деле пропавшего хирурга, Кэрри и Эл вновь берутся за расследование. Они нападают на след двух мошенников, но детективы даже не подозревают, что правда тоже бывает взрывоопасной. |            |                                             |                 |                                                            |                 |                     |
| 60 | 12         | «Плохая компания» «Bad Company»             | Джейми Шеридан  | Билл Чеис                                                  | 22 январь 2016  | 0,55                |
| Капитан Руссо является подозреваемым в деле об убийстве информатора, и команде ничего не остаётся, как ввязаться в игру «кошки-мышки» с нечестным бывшим полицейским. |            |                                             |                 |                                                            |                 |                     |
| 61 | 13         | «Параноидальный андроид» «Paranoid Android» | Мэтт Эрл Бисли  | Спенсер Хаднат                                             | 22 январь 2016  | 0,48                |
| Поиски разыскиваемого стрелка вызывают воспоминание, которое конфликтует с памятью Кэрри. Отдел особо тяжких преступлений раскрывает гнусный заговор с участием обученных убийц. |            |                                             |                 |                                                            |                 |                     |